# Droga krajowa N02 (Ukraina)

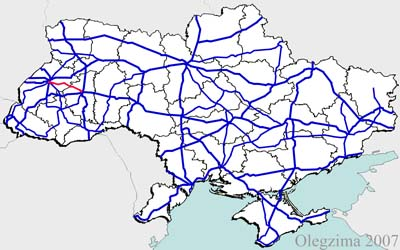

Droga krajowa N02 (ukr. Автошлях Н 02) – droga krajowa na Ukrainie. Rozpoczyna się we Lwowie, następnie biegnie na południowy wschód przez okolice Złoczowa, Zborowa i kończy się w Tarnopolu. Droga ma 111,9 km i przechodzi przez 2 obwody: lwowski oraz tarnopolski. Łączy się z międzynarodową drogą M12 (E50).
Dziś na tej drodze trwa renowacja, którą planuje się zakończyć do końca września.

## Historia
W czasie zaboru austriackiego trasa ta była częścią drogi cesarskiej w Królestwie Galicji i Lodomerii (Podolier Reichsstraße). W okresie międzywojennym trasa została zakwalifikowana jako droga państwowa.